# Halkın Demokrasi Partisi
Die Halkın Demokrasi Partisi (HADEP, „Partei der Demokratie des Volkes“, kurdisch: Partiya Demokrasiya Gel) war eine linksgerichtete politische Partei der Türkei mit einer auf die kurdische Minderheit ausgerichteten Programmatik. Sie wurde am 11. Mai 1994 gegründet, einen Monat nachdem das Verfassungsgericht am 16. April 1994 die gleichgeartete „Demokrasi Parti“ (DEP, „Partei der Demokratie“) verbot. Die kurdische Zielgruppe der HADEP umfasste nach einer 1995 veröffentlichten Schätzung 12,6 Prozent der Gesamtbevölkerung. Bei der landesweit gültigen Wahlhürde von 10 Prozent war ein Scheitern dieser Partei ohne Wahlbündnisse programmiert.

## Programm
Die HADEP bezog in wichtigen gesellschaftlichen Fragen der 1990er Jahre wie der Zollunion oder der Privatisierung von Staatsbetrieben keine Stellung. Das Programm der HADEP war in der Kernfrage der Kurdenproblematik „schwammig“. Ebenso wie bei der Vorgängerpartei DEP fehlte eine klare Abgrenzung zur PKK. Ferner wurde ein ausdrückliches Bekenntnis zur territorialen Integrität der Türkei vermisst. Ein brüderliches Zusammenleben von Türken und Kurden, wie die Partei es propagierte, ließ Raum für Interpretationen.

## Wahlergebnisse
Bei den Parlamentswahlen von 1995 erzielte die HADEP einen Anteil von 4,2 Prozent der gültigen Stimmen. Nur in den Provinzen Diyarbakır (46,31 %) und Hakkâri (54,21 %) gelang es ihr, die Mehrheit der kurdischen Wähler für sich zu gewinnen. In Şırnak (25,9 %), Siirt (26,6 %), Iğdır (21,7 %), Tunceli (16,9 %), Muş (16,7 %), Bitlis (10,0 %), Van (27,99 %), Şanlıurfa (13,72 %), Batman und Ağrı (17,91 %) übersprang die Partei die 10-Prozent-Hürde. Bei einem Wegfall der Wahlhürden hätte die HADEP 24 Abgeordnete ins Parlament entsenden können. Bei der Parlamentswahl 1999 erreichte HADEP landesweit 4,8 % der Stimmen. Ohne die 10 % Sperrklausel hätte dies 34 von 550 Sitze im Parlament bedeutet. Bei den Kommunalwahlen 1999 gelang es, den Bürgermeister in 37 Orten zu stellen (darunter eine Großstadt und sechs Provinzhauptstädte).

## Verbot
Am 13. März 2003 verbot das Verfassungsgericht die HADEP einstimmig. Zur Begründung führte das Gericht separatistische Bestrebungen an. Gegen insgesamt 46 Führungsfunktionäre verhängte es ein fünfjähriges Verbot der politischen Betätigung. Davon war auch der Vorsitzende Murat Bozlak betroffen. Das Parteivermögen wurde eingezogen. Am 1. September 2003 wurde Beschwerde beim Europäischen Gerichtshof für Menschenrechte (EGMR) eingelegt. Am 14. Dezember 2010 entschied das Gericht, dass der Verbot der HADEP gegen die in Artikel 11 der Europäischen Konvention für Menschenrechte gewährte Organisationsfreiheit verstoßen habe.

## Verfolgungssituation
Politiker der HADEP gehörten zu den zivilen Opfern der in den 1990er Jahren besonders extremen Gewalt, die oft im Zusammenhang mit dem türkisch-kurdischen Konflikt stand. Am 2. Juni 1994 wurde Muhsin Melik, einer der Gründer der Partei und Mitglied des Parteiparlaments mit seinem Fahrer Mehmet Ayyıldız in Urfa getötet. Auch im Westen der Türkei wurden Parteibüros immer wieder attackiert und bombardiert. Auch hier wurden Menschen getötet und verletzt. Gegen viele Mitglieder und Funktionäre der HADEP wurden Prozesse eröffnet, in denen sie als Mitglieder oder Unterstützer der PKK angeklagt waren. Dies war zum Beispiel nach dem 2. ordentlichen Kongress der HADEP, der am 23. Juni 1996 in Ankara abgehalten wurde, der Fall. Jemand hatte während des Kongresses eine im Saal aufgehängte türkische Flagge entfernt. Daraufhin wurden 49 Teilnehmer des Kongresses beim Verlassen des Saales festgenommen. Von ihnen kamen 24 in U-Haft.
Das Staatssicherheitsgericht (SSG) Ankara führte ein Verfahren gegen 41 Personen, von denen 23 Funktionäre als führende Mitglieder einer illegalen Organisation angeklagt waren (darunter der Vorsitzende Murat Bozlak), 17 als einfache Mitglieder beschuldigt wurden und einer Person die Verbreitung von separatistischer Propaganda zur Last gelegt wurde. Ein separates Verfahren wurden gegen zwei Personen eröffnet, die die Flagge entfernt haben sollten. Diese Verfahren wurden später zusammen gelegt. Am 4. Juni 1997 wurde die Person, die die Flagge entfernt hatte (nicht Mitglied der HADEP) zu 22,5 Jahren Haft verurteilt. Murat Bozlak und der Versammlungsleiter Hikmet Fidan wurde zu 6 Jahren Haft wegen Unterstützung einer illegalen Organisation verurteilt. Bei 28 Angeklagten lautete das Strafmaß 4,5 Jahre Haft und 14 Angeklagte wurden freigesprochen. Der Vorfall selber war ein wesentlicher Punkt des Verbotsverfahrens gegen die HADEP. Nach Erkenntnissen der TIHV wurden im Jahr 1997 über 100 Funktionäre und 300 Mitglieder der HADEP festgenommen. Nicht alle wurde angeklagt, aber etliche von ihnen wurden auch gefoltert.
Nach der Ergreifung von Abdullah Öcalan in Kenia und seiner Inhaftierung in der Türkei im Februar 1999 kam es an vielen Orten der Türkei zu Protestaktionen, die teilweise in Auseinandersetzungen zwischen Polizei und Demonstranten ausarteten. HADEP wurde als Organisator hinter den Aktionen gesehen. Die Polizei durchsuchte viele Büros der Partei und nahm nach Angaben des IHD mehr als 3.000 Personen fest. Im Februar 2000 wurden der Vorsitzende der HADEP, Ahmet Turan Demir, der ehemalige Vorsitzende Murat Bozlak und 16 Funktionäre nach Artikel 169 des Strafgesetzbuches wegen Unterstützung einer illegalen Organisation zu 45 Monaten Haft verurteilt und kamen in das Gefängnis von Diyarbakır.
Ebenfalls im Februar 2000 wurden 47 Angehörige der HADEP, darunter die Bürgermeister von
Diyarbakır, Siirt und Bingöl unter dem Vorwurf, die PKK finanziell unterstützt zu haben, festgenommen. Der Innenminister enthob sie und den Bürgermeister von Ağrı, Hüseyin Yılmaz, gegen den eine Haftstrafe von 45 Monaten verhängt worden war, des Amtes. Die Bürgermeister wurden Ende Februar entlassen, aber ihnen wurde ein Ausreiseverbot auferlegt. Sie wurden im März wegen Unterstützung der PKK angeklagt. Im Verlauf des Prozesses wurden die Ausreiseverbote wieder aufgehoben. Das Verfahren endete erst im Jahre 2006. Die 5. Kammer für schwere Straftaten in Diyarbakır sprach unter den 24 Angeklagten die ehemaligen Bürgermeister von Batman, Siirt und Bingöl frei. Im Falle des Bürgermeisters von Diyarbakır, ebenso wie bei 17 weiteren Angeklagten entschied das Gericht auf Verjährung. Nur der ehemalige stellvertretende Bürgermeister von Diyarbakır, Ramazan Tekin, wurde wegen Mitgliedschaft in der PKK zu 7,5 Jahren Haft verurteilt.

## Führungsmitglieder
- Murat Bozlak
- Ahmet Turan Demir
- Murat Bozlak
- Hatip Dicle
- Hikmet Fidan